# A Time for Healing
A Time for Healing ist ein Jazzalbum von Kahil El’Zabar. Die im Dezember 2020 im Music Garage Studio, Chicago entstandenen Aufnahmen erschienen am 19. November 2021 auf dem Label Spiritmuse Records.

## Hintergrund
Das Album nahm Kahil El’Zabar, der als Mitglied (und zeitweiliger Leiter) der Association for the Advancement of Creative Musicians in Chicago bekannt ist – als Leiter eines neuen Quartetts auf. Neben dem Trompeter Corey Wilkes besteht die Gruppe aus zwei jungen Musikern der Chicagoer Szene, dem Saxophonisten Isaiah Collier und dem Keyboarder Justin Dillard. „Bei diesem Projekt geht es darum, das durchzustehen“, sagt Kahil El’Zabar in Bezug auf sein Album „A Time for Healing“, ohne präzisieren zu müssen, was „das“ sei, schrieb Nate Chinen in WBGO. „Wir stehen am Morgengrauen eines neuen Tages und kommen durch diese Dunkelheit ans Licht.“
Ein dokumentarischer Kurzfilm über das Album, der bei WBGO Premiere hatte, enthält Kommentare der Musiker sowie Filmmaterial aus dem Studio – insbesondere von der Aufnahme von „Eddie Harris“, betitelt als Hommage an den in Chicago geborenen Tenorsaxophon- und Keyboard-Veteranen Eddie Harris. Zusammen mit einem Blick auf die Aufnahmesession, die im Dezember 2020 stattfand, schafft der Kurzfilm Raum für El’Zabar und seine jüngeren Kollegen, um ihre ästhetischen Absichten zu erläutern.
„Dieses Universum, in dem wir leben, ist vibrierend, ob Sie es fühlen oder nicht“, bestätigt Wilkes. „Man könnte es ‚Avantgarde‘ nennen, man könnte ‘Spiritual Jazz’ sagen, es geht immer noch um das, was ‚ist‘, all das ‚ist‘, improvisierter Soul, am Ende des Tages, denn das sind die Hauptkomponenten: Improvisieren und aus dem Herzen spielen.“

## Titelliste
- The Kahil El'Zabar Quartet: A Time for Healing (Spiritmuse Records – SPM-KEZ007)[2]

1. A Time for Healing 13:09
2. Drum Talk (Run’n in the Streets) 6:47
3. Urban Shaman 10:44
4. Eddie Harris 7:54
5. The Coming of Spring 9:21
6. Resolution (John Coltrane) 8:30
7. We’ll Get Through This 6:04
8. Time IS 10:56
9. Summertime (Gershwin) 4:27

Wenn nicht anders vermerkt, stammen die Kompositionen von Kahil El'Zabar.

## Rezeption
„Improvisierter Soul“ sei in der Tat zu einem bevorzugten Begriff für die Musiker im Kreis von El’Zabar geworden, schrieb Nate Chinen (WBGO). Ein Track auf dem Album rufe diesen Ausdruck über sein Präsens-Akronym „Time IS“ auf. Zu den weiteren Highlights des Albums gehörten besinnliche Neuinterpretationen von John Coltranes „Resolution“ (aus A Love Supreme, 1965) und George Gershwins „Summertime“. Matthew Wright meinte im Jazz Journal, dies sei ein empfehlenswertes Album von großem Ausdruck, das afrikanische Wurzeln effektiv mit dem vermische, was einst als „New Wave“ [im Jazz] und „Post-Bop Modern“ bezeichnet wurde.

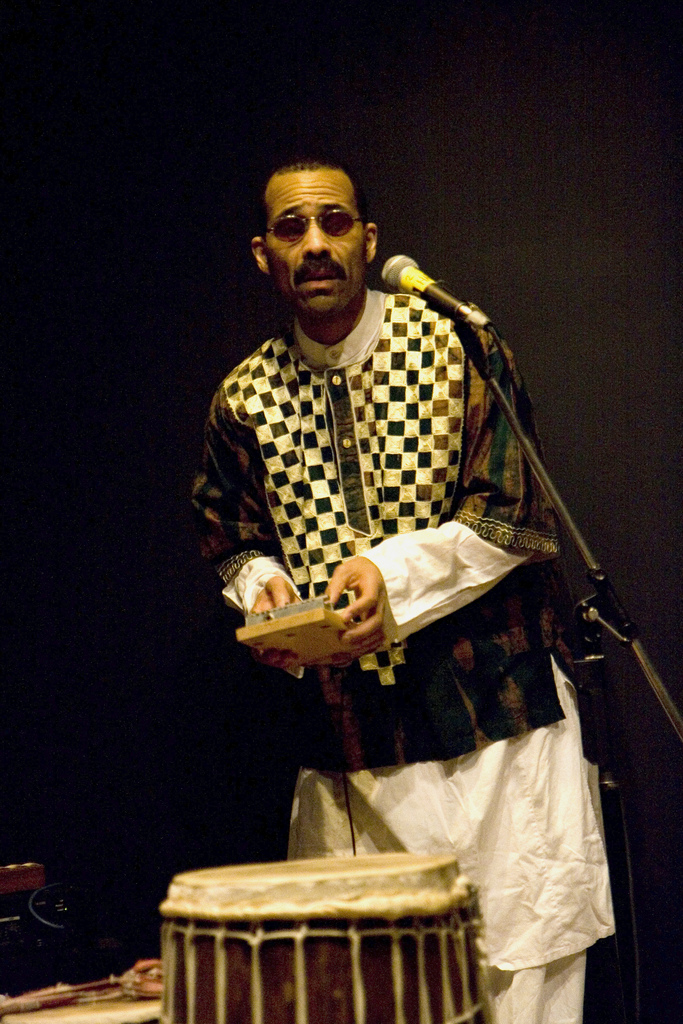
Kahil El'Zabar (2008)

„Sommerzeit, und das Leben ist einfach“, so heißt es in dem Gershwin-Song Summertime, schrieb Jackson Sinnenberg in JazzTimes. Nun, wenn man im Sommer 2020, also während der COVID-19-Pandemie in den Vereinigten Staaten am Leben und bei Bewusstsein war, wisse man, dass das Leben alles andere als einfach gewesen war. Der hohl klingende, suchende Ton von Corey Wilkes’ Trompete, der die Hauptmelodie der Version von „Summertime“ des Kahil El’Zabar Quartetts artikuliere, sowie die klageliedartige Kadenz, die von El’Zabars Perkussion gesetzt wird, fange den Schmerz und die Verzweiflung in dieser düsteren Jahreszeit ein. El’Zabar bringe die Musik zurück auf den „Congo Square“ und noch weiter zurück in die westafrikanische spirituelle Praxis. Man könne erleben, wie sich die Gruppe von der Kalimba- und Saxophon-getriebenen Meditation von „Urban Shaman“ über den Cajón- und Keyboard-getriebenen Fusion-Funk von „Eddie Harris“ zu „The Coming of Spring“, einer langsam schwelenden Hardbop-Nummer, bewegt; das könnte genauso gut auf einer Art-Blakey-Platte zu finden sein.
Britt Robson schrieb im Bandcamp Daily, wie der Blues sei auch der spirituelle Jazz ein bewohnter Ausdruck, der relativ einfachen Formen tiefgreifende Einstellungen und Überzeugungen verleihe. Nur wenige Stücke würden diese Binsenweisheit besser verkörpern als das Titelstück von Kahil El’Zabars „A Time for Healing“. Es sind die offener spirituellen Jazz-Stücke, so Robson, die am längsten nachhallen würden, wie etwa „We’ll Get Through This“ mit Kalimba und Holzblöcken spärlich instrumentiert und vom Blues durchzogen, gleichzeitig traurig und entschlossen klingend – besonders, wenn die Bläser das Sagen haben und Wilkes mit überwölbenden, schmerzenden, ausgedehnten Tönen loslege. „Time IS“ füge den Rhythmusschichten mehr Komplexität und eine Spur mehr Dissonanz hinzu, ohne seine spirituelle Atmosphäre zu opfern. Die Coverversion des Klassikers „Summertime“ ende mitten in der Phrase, was darauf hindeute, dass noch ein langer Weg zu gehen sei, bis die Heilung abgeschlossen ist.